# Leucothyreus witti
Leucothyreus witti är en skalbaggsart som beskrevs av Ohaus 1908. Leucothyreus witti ingår i släktet Leucothyreus och familjen Rutelidae. Inga underarter finns listade i Catalogue of Life.